# 三次駅
三次駅（みよしえき）は、広島県三次市十日市南一丁目にある、西日本旅客鉄道（JR西日本）芸備線の駅である。

## 概要
広島県の北の中心都市である三次市の代表駅。新見駅、津山駅とならび中国地方中央部の交通の要衝となっており、芸備線のほか、塩町駅から分岐する福塩線の列車も運行上は当駅を起点とする。また、2018年3月31日までは三江線も乗り入れていた。
直営駅であり、構内には芸備線の比婆山駅 - 向原駅間各駅と、福塩線の下川辺駅 - 三良坂駅間各駅を管理する三次鉄道部の本部が置かれている。また、三次管内および芸備線全体の途中駅では唯一の直営駅でもある。

### 鉄道路線
利用可能な鉄道路線は次のとおり。
- 西日本旅客鉄道
  - 芸備線
  - 福塩線 ※線路名称上の終着駅は塩町駅であるが、運転系統上は当駅始終着となっている。

なお全ての列車が当駅始発・終着となるため、この駅を越える場合は乗換が必要となる。

## 歴史
1930年（昭和5年）、それまでの三次駅（現・西三次駅）に代わる三次地区（三次町・十日市町）の玄関口として開業し、現在に至るまで県北の拠点駅として機能している。開業当初の駅名は十日市駅（国有化後は備後十日市駅）であったが、これは当駅の所在地である十日市町から取ったものである（なお、それまでの三次駅である現・西三次駅も十日市町内にある）。
当駅は開業当時から県北の拠点駅であったが、三次町につながる巴橋の周辺にあった当時の十日市町の中心街からはやや離れており、駅周辺は長らく田園地帯であった。1954年（昭和29年）に十日市町や三次町などが合併して三次市が誕生すると、当駅は三次駅と改称され、三次市の官公庁や商業施設も当駅周辺に設置されるなど、当駅周辺が三次市の新たな中心街として発展していった。

### 年表
- 1930年（昭和5年）1月1日：芸備鉄道八次駅 - 三次駅（現・西三次駅）間に、十日市駅（とおかいちえき）として新設開業[1]。
- 1933年（昭和8年）6月1日：備後十日市駅（びんごとおかいちえき）に改称[1]。芸備鉄道の当駅以東（備後庄原寄り）が庄原線として国有化され、鉄道省庄原線と芸備鉄道の接続地点となる。
- 1936年（昭和11年）10月10日：庄原線が三神線に編入される。
- 1937年（昭和12年）7月1日：芸備鉄道の当駅以西（広島方面）も国有化。同区間と旧・三神線が芸備線となり、鉄道省芸備線の単独駅となる。
- 1949年（昭和24年）6月1日：国有鉄道が日本国有鉄道（国鉄）に改組。
- 1954年（昭和29年）12月10日：三次市の代表駅として、三次駅（みよしえき）に改称[1]。
- 1955年（昭和30年）3月31日：三江南線が式敷駅まで開業、乗換駅となる[3]。
- 1970年（昭和45年）4月1日：貨物の取り扱いを廃止[1]。
- 1971年（昭和46年）4月17日 - 第22回全国植樹祭出席のために島根県に向かう天皇、皇后が乗車したお召し列車が広島駅発、三次駅間で運行[4]。
- 1975年（昭和50年）8月31日：江津駅から当駅までの全通により三江南線が三江線の一部となる。
- 1978年（昭和53年）4月7日：駅舎(旧)が完成[5][6]。みどりの窓口の営業を開始[7]。
- 1986年（昭和61年）11月1日：新聞紙を除く荷物扱い廃止[1]。
- 1987年（昭和62年）4月1日：国鉄分割民営化により西日本旅客鉄道（JR西日本）が承継[1]。
- 2007年（平成19年）6月1日：駅レンタカーの営業所を設置[8]。
- 2009年（平成21年）6月30日：ニューブリーズ号の乗り入れが終了。翌日から東京便の三次乗り入れを行う便はいわみエクスプレスに変更。
- 2010年（平成22年）3月13日：0番のりば（三江線ホーム）が廃止。三江線の列車は3番のりばからの発着となる[9]。
- 2013年（平成25年）3月31日：南北通路が開通[10]。普通便みこと号の乗り入れが終了。
- 2015年（平成27年）
  - 2月28日：新駅舎利用開始[11]。
  - 4月18日：駅前駐車場利用開始[12]。
  - 5月18日：当駅から徒歩3 - 5分の場所にあった三次バスセンターが当駅前に移転し「三次市交通観光センター」と改称[13]。従来、旧三次バスセンターに発着していた高速バスも、こちらに乗り入れるようになる。
  - 9月10日：いわみエクスプレスが同日をもって運行を休止（翌年9月に正式に廃止を発表）。
  - 10月4日：三次駅周辺整備事業が完了し、記念祝賀行事を実施[14]。
- 2018年（平成30年）
  - 4月1日：三江線廃止。
  - 7月6日：豪雨により、芸備線、福塩線共に不通となり営業休止。
  - 7月23日：不通区間の代行バスを運行開始。
  - 10月4日：当駅から備後庄原駅・吉舎駅までの運行再開により、鉄道営業再開。
- 2019年（平成31年・令和元年）
  - 4月4日：当駅 - 中三田駅間で暫定的に運転再開[15]。
  - 10月23日：中三田 - 狩留家間での運転再開により、広島駅までの直通運転が復活する。
- 2020年（令和2年）
  - 6月30日：みどりの窓口が営業を終了[16]。
  - 7月1日：みどりの券売機プラスの利用を開始[16]。
- 2023年（令和5年）
  - 4月1日 - 備北交通が旧三次バスセンターにあった「三次（たび館三次前）停留所」を廃止して、高速広島線及び三次市街地循環バスくるるんの発着も三次駅前バスロータリーに集約[17][18]。

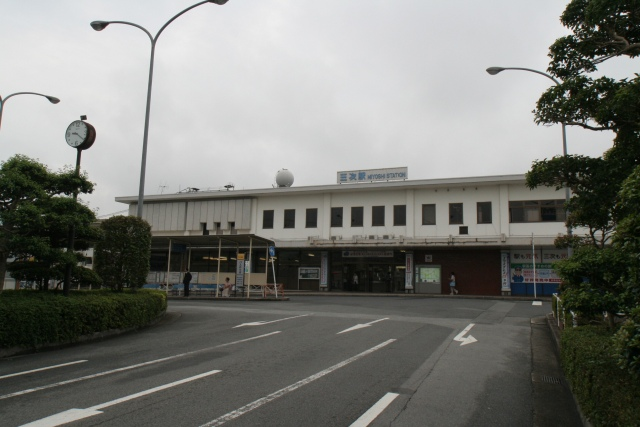
旧駅舎（2007年8月）
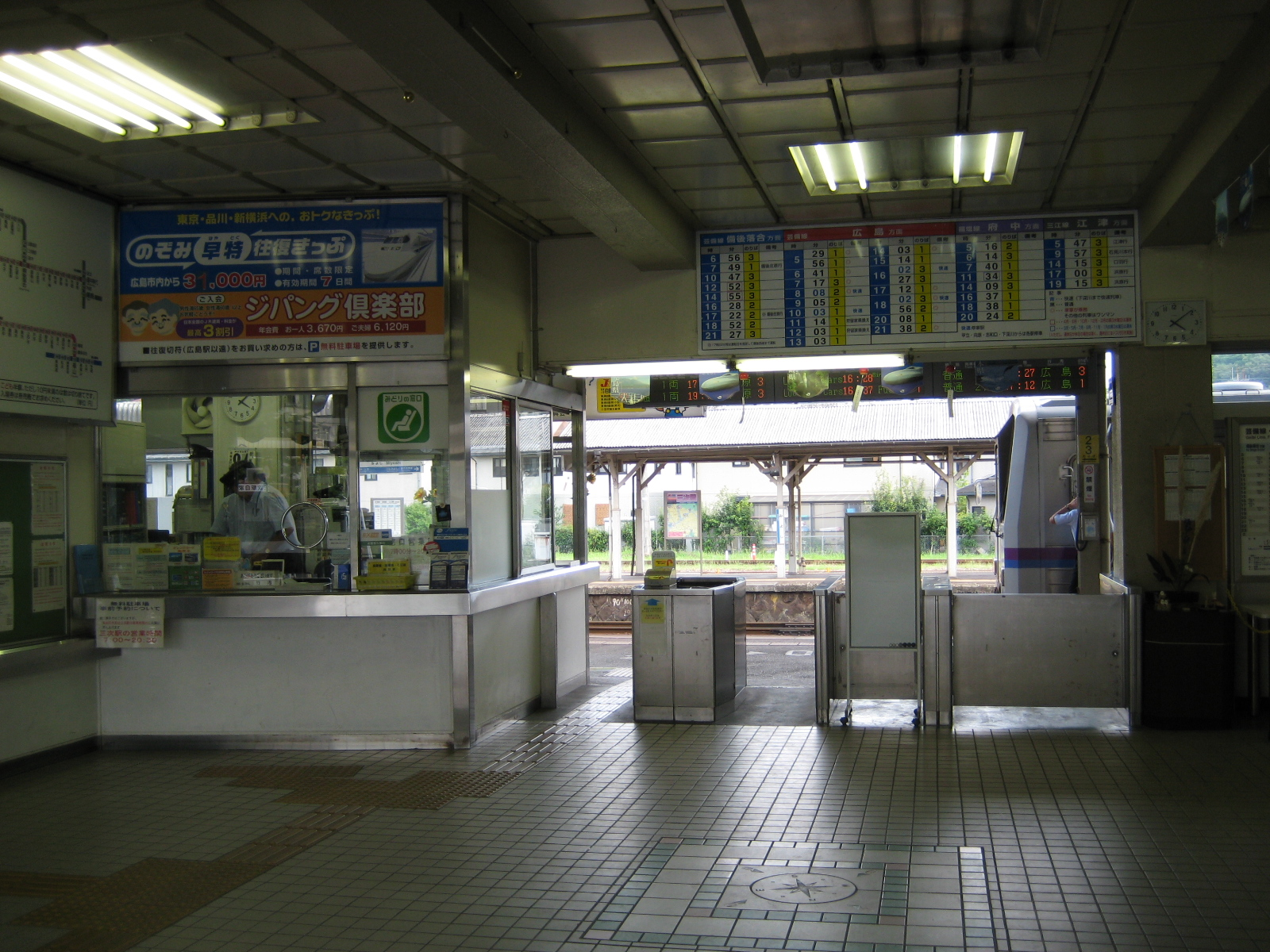
旧駅舎改札口（2011年8月）

## 駅構造
2面3線の地上駅。駅舎に接した単式ホーム1面1線とその奥の島式ホーム1面2線の構造である。ホームに振られた番号は駅舎側から順番に1番のりば、2番のりば、3番のりば（1番のりばが単式、2・3番のりばが島式）となっている。1番のりばと2番のりばとの間にはホームのない待避線があるほか、3番のりばの南側には列車の留置線が多数ある。列車運転指令上は1番のりばと2番のりばの間にある待避線が「2番線」のため、2・3番のりばはそれぞれ「3番線」「4番線」とされる。留置線には夜間滞泊が設定されている。
備考
- 以前は2面4線で駅舎に接する単式ホームの広島方に切り欠きホームがあり0番のりばとして三江線の列車が発着していたが、三次市の駅周辺整備事業により0番のりば周辺が用地として買収されるため2010年（平成22年）3月12日限りで廃止、閉鎖された。その後路線の廃止まで三江線の列車は3番のりばから発着していた[9]。
- 三江線ホームである0番線が存在していた当時、江津方面からの場内信号機は0番線用（0番のりば、本線・高い位置）、3・4番線共用（2・3番のりば、副本線・低い位置、進路表示機付きで到着番線の数字を表示）が設置されていた。0番線廃止後は、三江線への出発信号機は1番線（1番のりば、副本線・低い位置）と4番線（3番のりば、副本線・低い位置）のみとなり、場内信号機は4番線用（3番のりば、本線・高い位置）、3番線用（2番のりば、副本線・低い位置）に改められた。
- 芸備線の出発信号機は広島方面・新見方面とも1番線（1番のりば）、3番線（2番のりば）、4番線（3番のりば）に設置されている。また場内信号機は、新見方面からは3番線用（2番のりば、本線・高い位置）、4番線・側線共用（3番のりば・側線、副本線・低い位置、進路表示機付きで到着番線の数字を表示）が、広島方面からは1番線用（1番のりば、本線・高い位置）、3・4番線共用（2・3番のりば、副本線・低い位置、進路表示機付きで到着番線の数字を表示）がそれぞれ設置されている。
- 駅舎内や2・3番のりばに待合室がある。互いのホームは、塩町方にある跨線橋で連絡している。

### のりば
| のりば  | 路線   | 方向 | 行先         |
| ------- | ------ | ---- | ------------ |
| 1・2・3 | 芸備線 | 下り | 広島方面     |
| 1・2・3 | 芸備線 | 上り | 備後落合方面 |
| 1・2・3 | 福塩線 | -    | 府中方面     |

付記事項
- 本項ではJR西日本公式サイトの全域路線図[20] に従い路線記号ならびにラインカラーを表記しているが、実際の駅構内の主だった旅客案内では、2018年（平成30年）4月1日現在では運賃表（後述）を除いて以下のような扱いがなされている。
  - 芸備線についてはラインカラーは同一であるが、広島シティネットワークエリア外のため、「P」のアルファベットを抜いたカラーシンボルが使用されていた。2021年3月ダイヤ改正後の時刻表でアルファベットが入ったものに更新されている。
  - 福塩線については、公式サイトの広島エリア路線図[21] で用いられるピンク（■）のカラーシンボル（アルファベットなし）が使用されていたが、2020年3月ダイヤ改正後の時刻表ではの路線記号が使われている。
  - 運賃表については、可部線が延伸して山陽本線に寺家駅が開業した2017年3月改正時に、上記各線を含む広島エリア、岡山・福山エリア、山陰エリア（廃止前の三江線のを含む）のラインカラーと路線記号を反映した物に交換されているが、全国ICカード利用範囲外のため、ICカード利用可能エリアの色分けは行われていない。
- 運転系統の境界駅であることから、芸備線と福塩線の発着番線は列車によって変動する。全体的に広島方面は1番のりばか2番のりば、備後落合方面・福塩線方面は2番のりばか3番のりばから発車することが多い（ただし、広島方面から備後落合方面・福塩線方面へ直通する列車は全て1番のりばから発車する）。また、広島方面の列車と塩町方面の列車が同じホームに縦列停車することもある。なお、1番のりばへは塩町方から直接入線することができない。
- 三江線の列車は全て3番のりばから発車していた[9]（1番のりばも三江線方面への発車に対応していたが、列車設定はなかった）。なお、旧三江線ホームである0番のりばがあった当時から、1日1往復のみ留置線への出入りを伴うため3番のりば発着の三江線列車が存在していた。
- 駅舎は鉄筋コンクリート造りの2階建てであり、みどりの券売機プラスが設置されている。
- 以前は幕式の発車案内があったが、2005年（平成17年）に撤去され、時刻表が設置された。さらに、2012年（平成24年）2月からは電光掲示板が設置された。
- 構内には2016年（平成28年）4月時点でもかつて蒸気機関車が使用していた転車台が残っていたが、東武鉄道が2017年（平成29年）夏から鬼怒川線で「SL大樹」の運行を開始するのに伴ってJR西日本から東武鉄道へ譲渡され、鬼怒川温泉駅（栃木県日光市）へ移設された[22][23]。

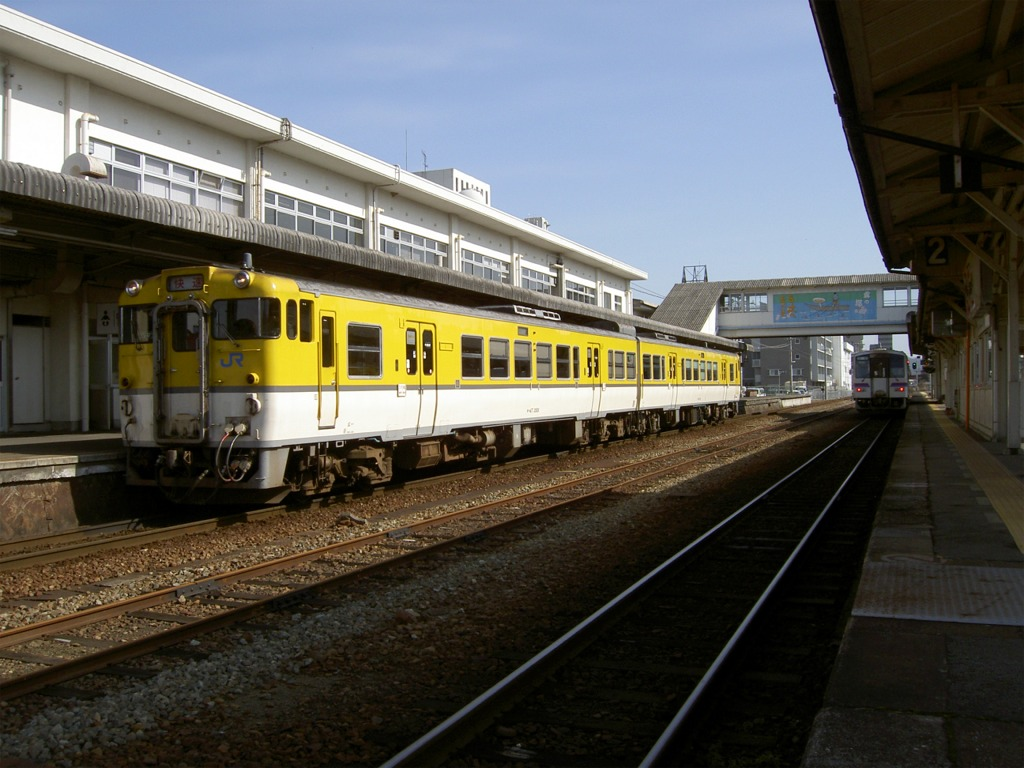
1・2番のりばに停車中の列車（2008年2月）
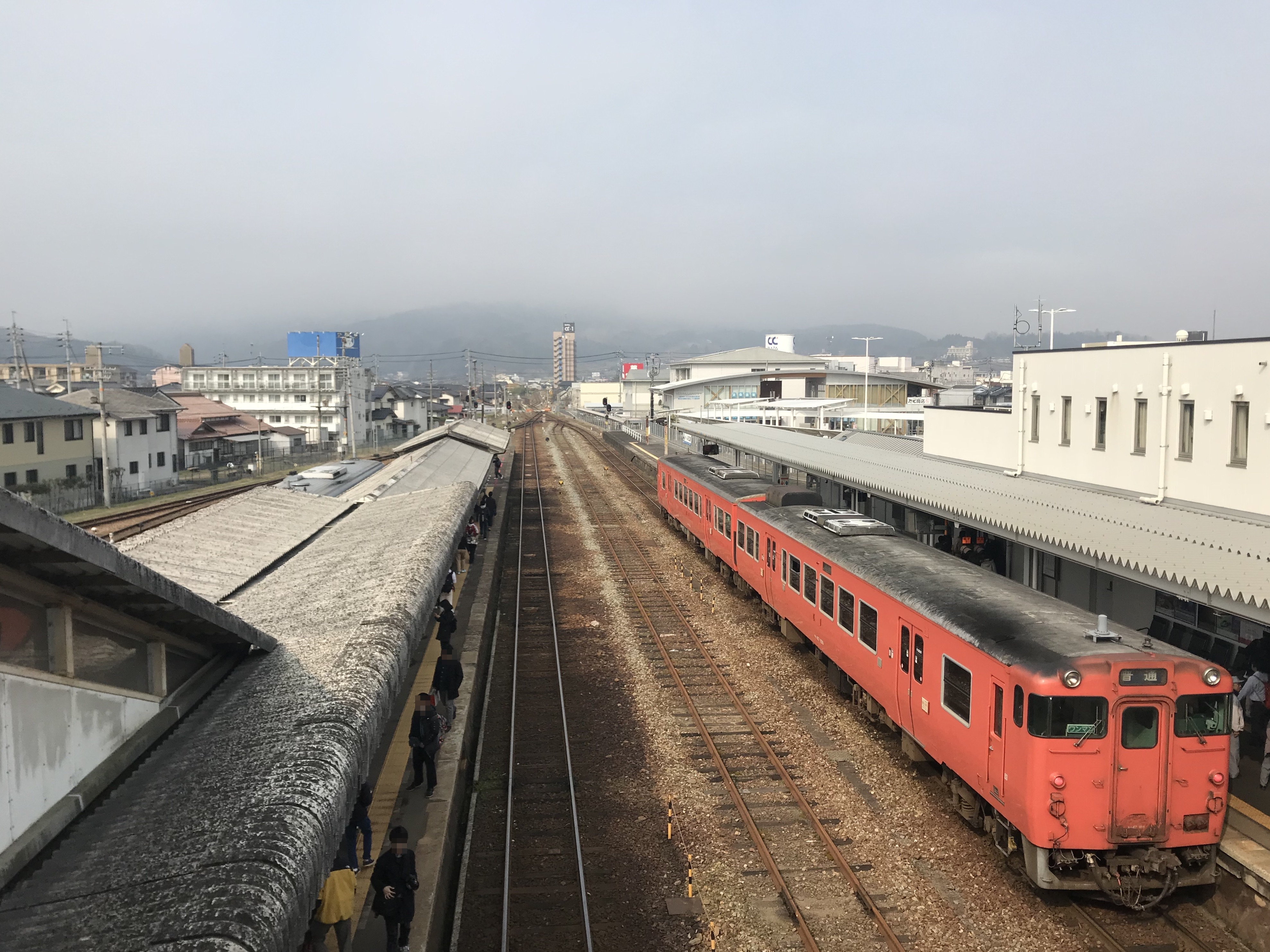
駅構内・広島方 右から駅舎、1番のりばの単式ホーム、ホームのない待避線、2・3番のりばの島式ホーム 1番のりばの先にあった旧0番線は駅前の整備事業により撤去された（2018年3月）
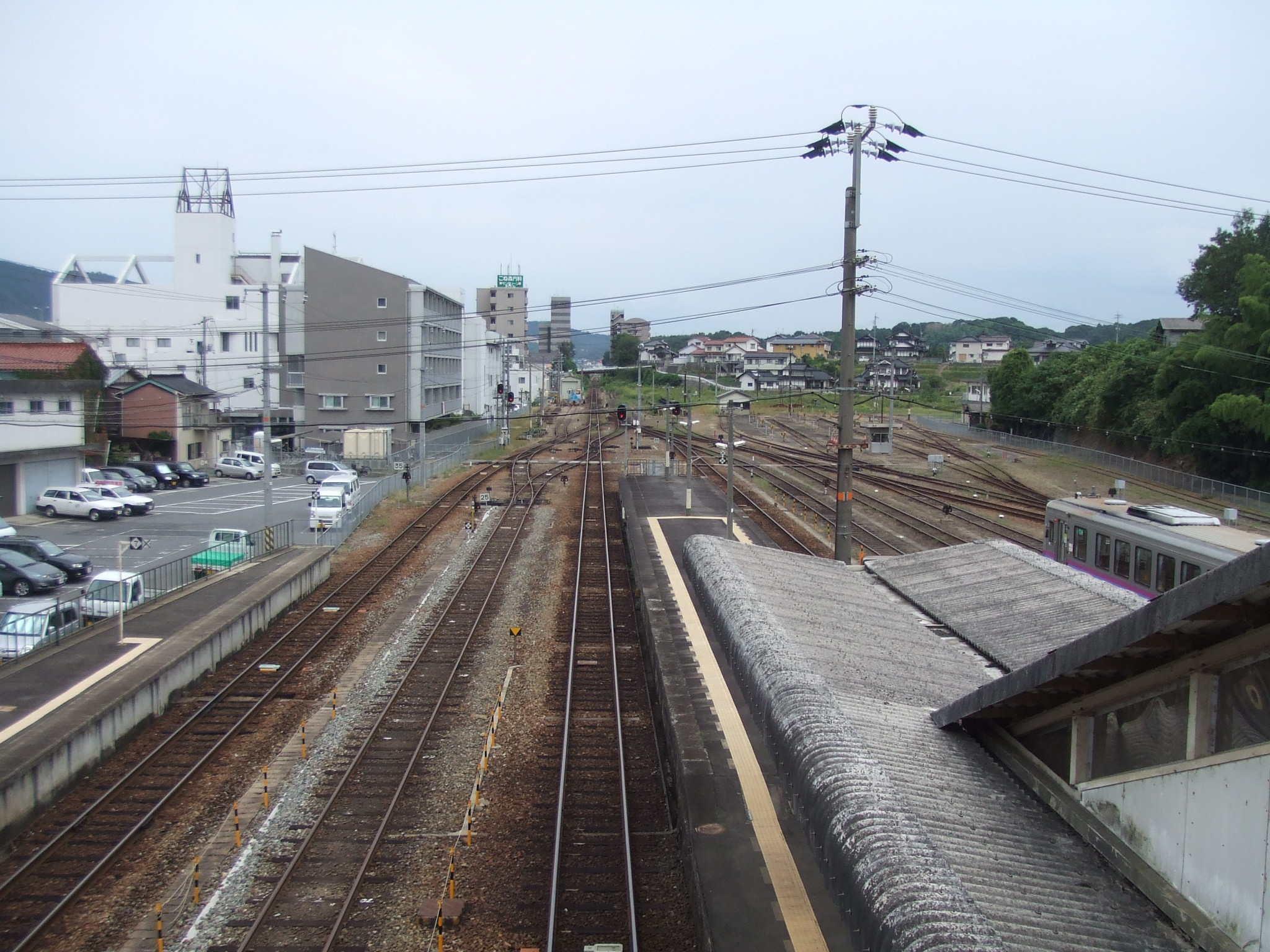
駅構内・備中神代方 2・3番のりばホームの右側に側線が見える（2010年9月）
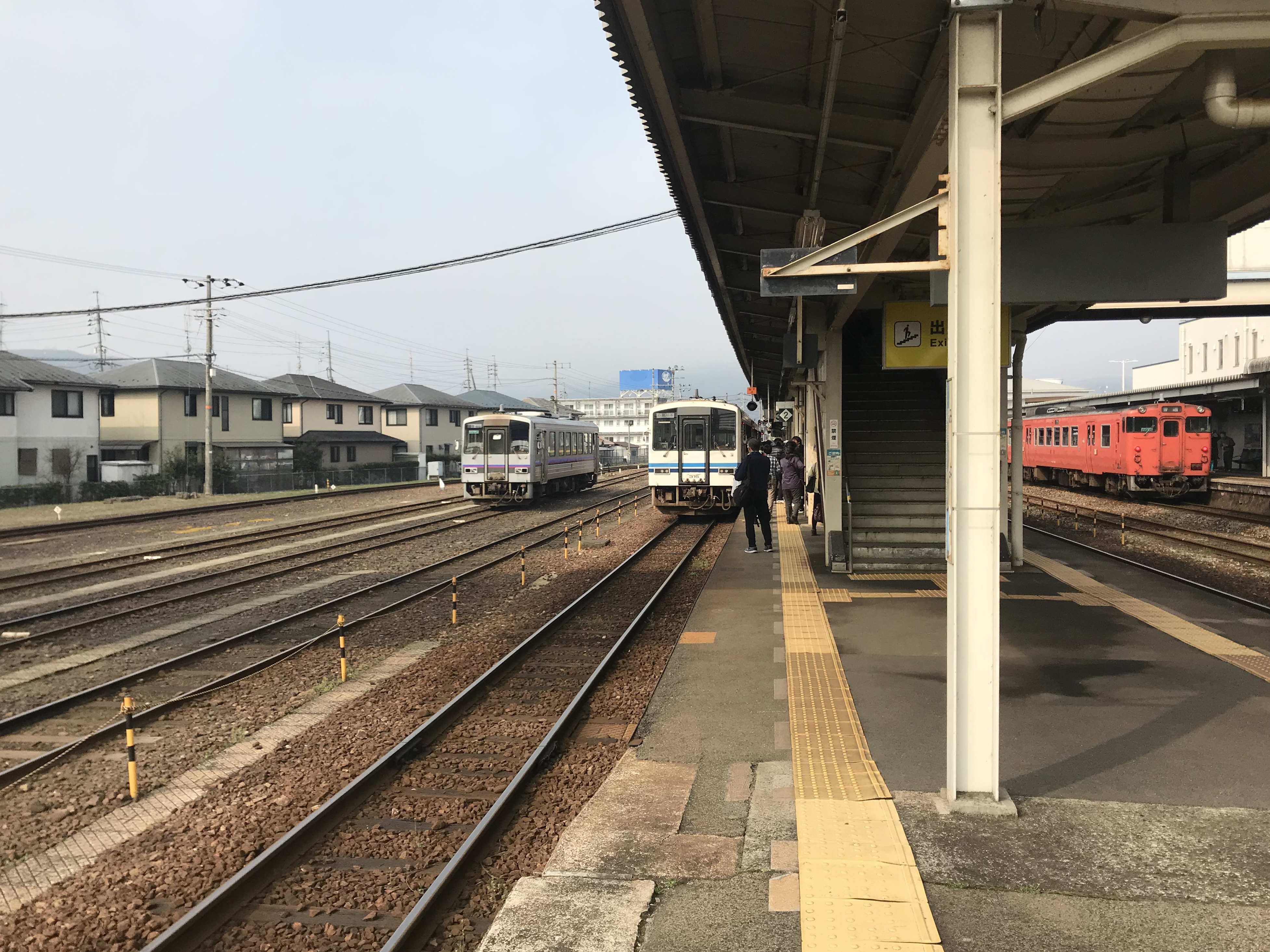
3番のりばの横には留置線がある（2018年3月）
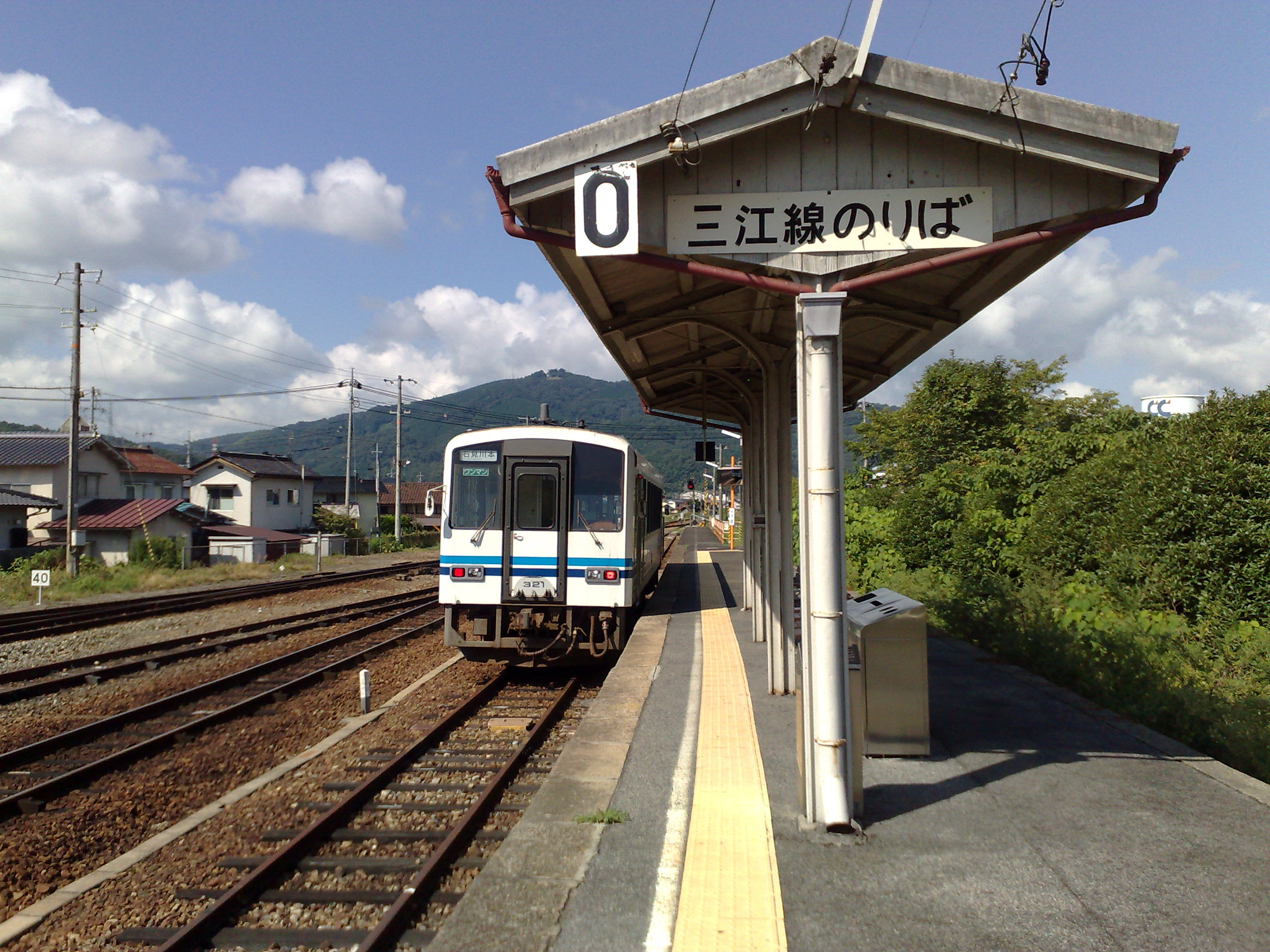
廃止された0番のりば（2008年9月）
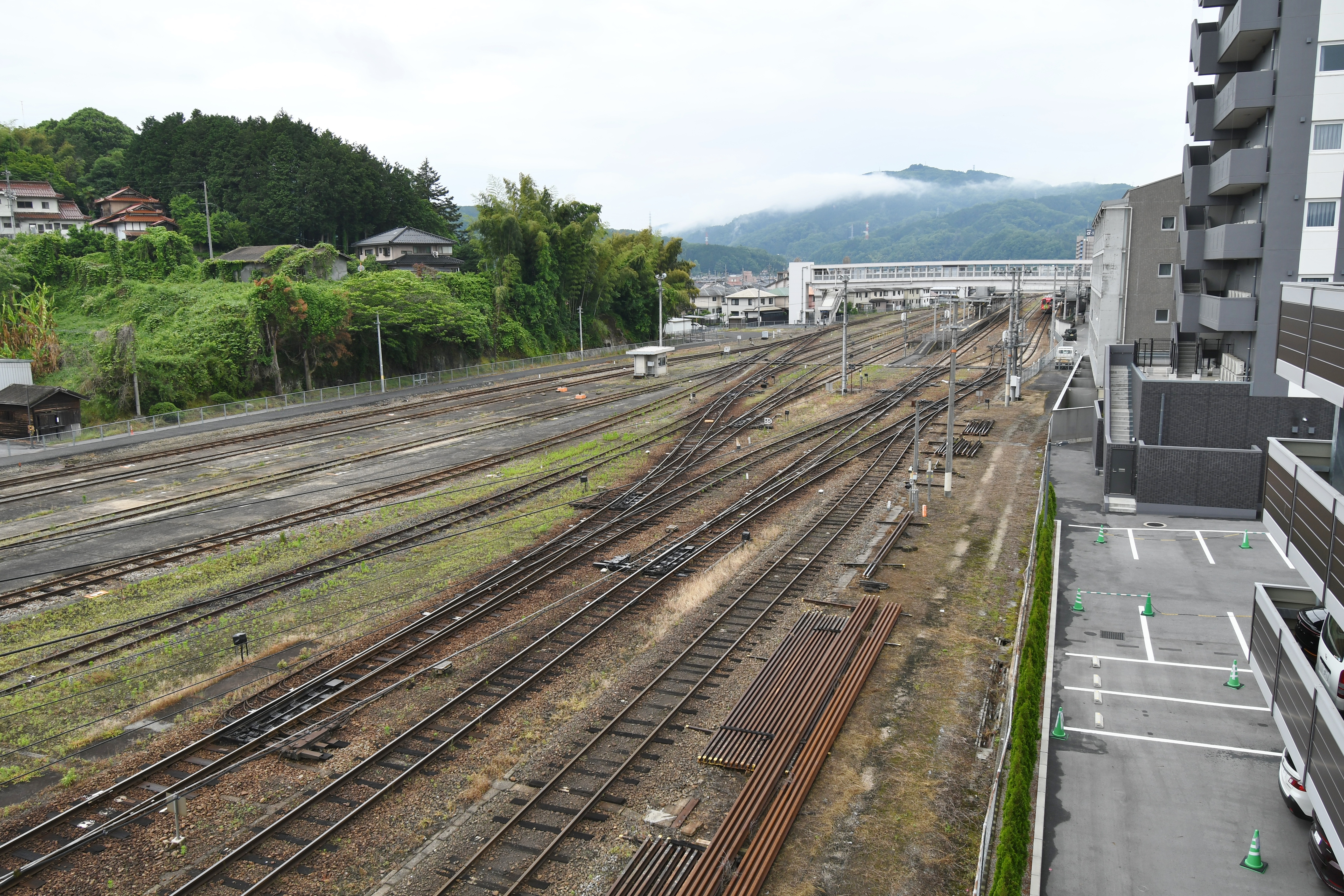
構内遠景（2025年5月）
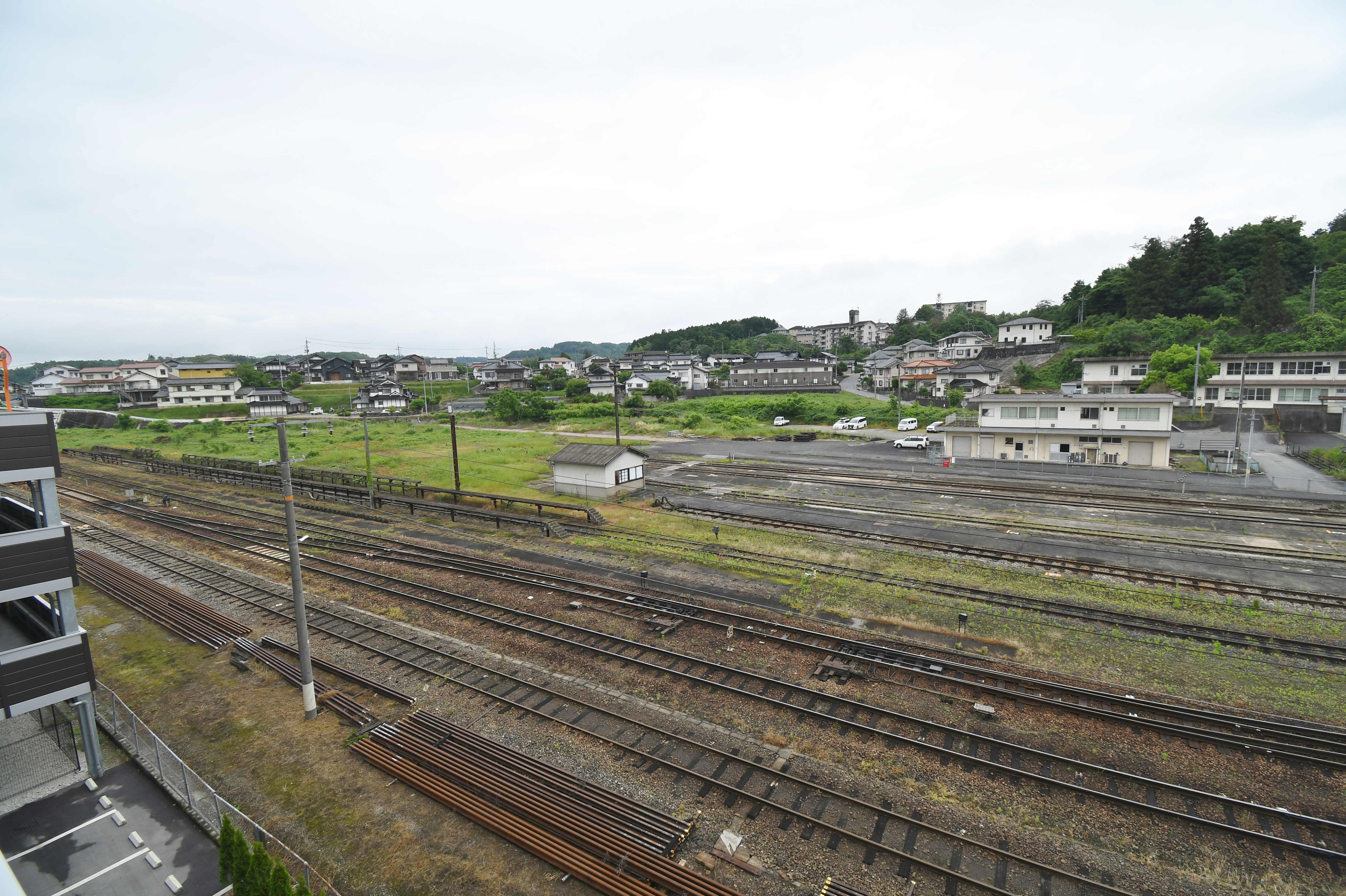
機関区跡（2025年5月）

## 利用状況
近年の1日平均乗車人員は以下の通り。
| 年度                | 1日平均 乗車人員 |
| ------------------- | ---------------- |
| 1987年（昭和62年）  | 1,366            |
| 1988年（昭和63年）  | 1,403            |
| 1989年（平成 元年） | 1,330            |
| 1990年（平成02年）  | 1,386            |
| 1991年（平成03年）  | 1,345            |
| 1992年（平成04年）  | 1,268            |
| 1993年（平成05年）  | 1,169            |
| 1994年（平成06年）  | 1,097            |
| 1995年（平成07年）  | 1,002            |
| 1996年（平成08年）  | 955              |
| 1997年（平成09年）  | 883              |
| 1998年（平成10年）  | 839              |
| 1999年（平成11年）  | 803              |
| 2000年（平成12年）  | 794              |
| 2001年（平成13年）  | 770              |
| 2002年（平成14年）  | 767              |
| 2003年（平成15年）  | 778              |
| 2004年（平成16年）  | 758              |
| 2005年（平成17年）  | 776              |
| 2006年（平成18年）  | 743              |
| 2007年（平成19年）  | 748              |
| 2008年（平成20年）  | 702              |
| 2009年（平成21年）  | 664              |
| 2010年（平成22年）  | 653              |
| 2011年（平成23年）  | 638              |
| 2012年（平成24年）  | 612              |
| 2013年（平成25年）  | 621              |
| 2014年（平成26年）  | 585              |
| 2015年（平成27年）  | 595              |
| 2016年（平成28年）  | 608              |
| 2017年（平成29年）  | 680              |
| 2018年（平成30年）  | 421              |
| 2019年（令和 元年） | 433              |
| 2020年（令和02年）  | 452              |
| 2021年（令和03年）  | 400              |

## 駅周辺
駅付近は三次市の中心部で、役所や警察署をはじめとして各種機関や商店などがあり賑々しい。ただし、当駅周辺は元来十日市に属する地域であり（前述）、本来の三次の市街はかつての三江線・尾関山駅周辺である。

### 施設
- 三次市役所
- 三次郵便局
- 広島県三次警察署
- 三次市立十日市中学校
- 三次市立十日市小学校
- 三次交通観光センター
- サングリーン（ショッピングセンター）
- 広島三次ワイナリー
- マルショク三次店

### 見どころ
- 若宮公園
- 三次人形窯元

### 河川
- 江の川
- 馬洗川

### 道路
- 国道54号
- 国道183号
- 国道184号
- 国道375号
- 国道433号
- 国道434号
- 三次IC（中国自動車道）

## バス路線
広島県三次市十日市南一丁目2番23号のJR三次駅前にある三次市交通観光センターに発着する。指定管理者制度により、備北交通が管理・運営をしている。
1・2・4番乗り場が路線バス用乗り場、2・3・4番乗り場が高速バス用乗り場となっている。
2023年4月1日から三次（たび館三次）への乗り入れを廃止し、三次駅前バスロータリーに集約したため、4番乗り場も使用するようになった。
3番乗り場の西側には三次市交通観光センターの建物があり、三次駅と十日市コミュニティセンターの中間にあるため、通り抜けができるよう、建物はオープンスペースを挟んで南北に分かれている。建物内北側には待合室、乗車券発券カウンター、売店、飲食コーナー、南側には観光案内所、ギャラリー、トイレ（男性用、女性用、車椅子・オストメイト対応トイレ）がある。
| のりば   | 運行事業者                | （路線・）行先 | 備考 |
| 路線バス | 路線バス                  | 路線バス | 路線バス |
| -------- | ------------------------- | --- | --- |
| 1        | 備北交通                  | 三城線：三次中央病院・庄原駅 三城線・赤名線・作木線・宮内線：三次中央病院 作木線・畠敷線・湯木線・下高野線：三次工業団地 敷名廻神線：三和支所 / 上田小跡（上田山の学校） 敷名志和地線：三和支所                                                     | 庄原駅行、上田小跡行は土曜・休日運休 三和支所行は休日運休                                                            |
| 1        | 中国バス                  | 甲山三次線：甲山営業所 | 土曜・休日運休 |
| 2        | 備北交通                  | 三城線：吉田出張所 / 三次もののけミュージアム 赤名線：赤名 作木線：伊賀和志 / 道の駅GR大和 湯木線：湯木車庫 宮内線：下宮内 下高野線：新市車庫 敷名塩町線：三和支所 / 上田小跡（上田山の学校） 畠敷線：上四十貫・みよし公園 市内循環バス（くるるん） | 吉田出張所行、下宮内行、湯木車庫行は休日運休 三和支所行、上田小跡行は土曜・休日運休 水曜のみよし公園行は上四十貫止め |
| 2        | 中国バス                  | 甲山三次線：三次もののけミュージアム | 土曜・休日運休 |
| 2        | 君田交通                  | 川の駅三次線：川の駅常清 | 日下までノンストップ                                                                                                 |
| 2        | 芸北タクシー 甲立タクシー | お太助バス式敷三次線：式敷駅 | 丸大食品前までノンストップ                                                                                           |
| 4        | 備北交通                  | 三城線：庄原駅 / 西城中野 | 西城中野行は土曜・休日運休                                                                                           |
| 高速バス |                           | | |
| 2        | 広島電鉄 備北交通         | 広島 - 三次 - 庄原 - 東城線：三次もののけミュージアム / 奥田元宋・小由女美術館前 | 奥田元宋・小由女美術館前行は備北交通のみ運行                                                                         |
| 3        | 中国バス                  | みよしワインライナー：東城・新大阪駅 きんさいライナー：福山駅前 | 「みよしワインライナー」は和知BS、庄原IC、帝釈BSでの降車は不可 「きんさいライナー」は土曜・休日のみ運行              |
| 3        | JRバス中国 JR東海バス     | 広島ドリーム名古屋号：名古屋駅 | 夜行便(6月30日運行便まで) 7月以降は経路変更により廃止予定                                                            |
| 3        | JRバス中国                | 浜田道エクスプレス：大阪駅JR高速バスターミナル | 2023年10月1日から停車                                                                                                |
| 3        | 阪急観光バス              | 大阪 - 新見・三次線：新大阪駅・阪急梅田 | 和知BS - 津山北BSでの降車は不可                                                                                      |
| 3        | 広島電鉄 備北交通         | 広島 - 三次 - 庄原 - 東城線：広島BC・広島駅新幹線口（北口） | |
| 4        | 広島電鉄 備北交通         | 広島 - 三次 - 庄原 - 東城線：庄原駅 / 桜花の郷 ラ･フォーレ庄原 / 東城駅前 | 東城駅前行は備北交通のみ運行                                                                                         |

備考

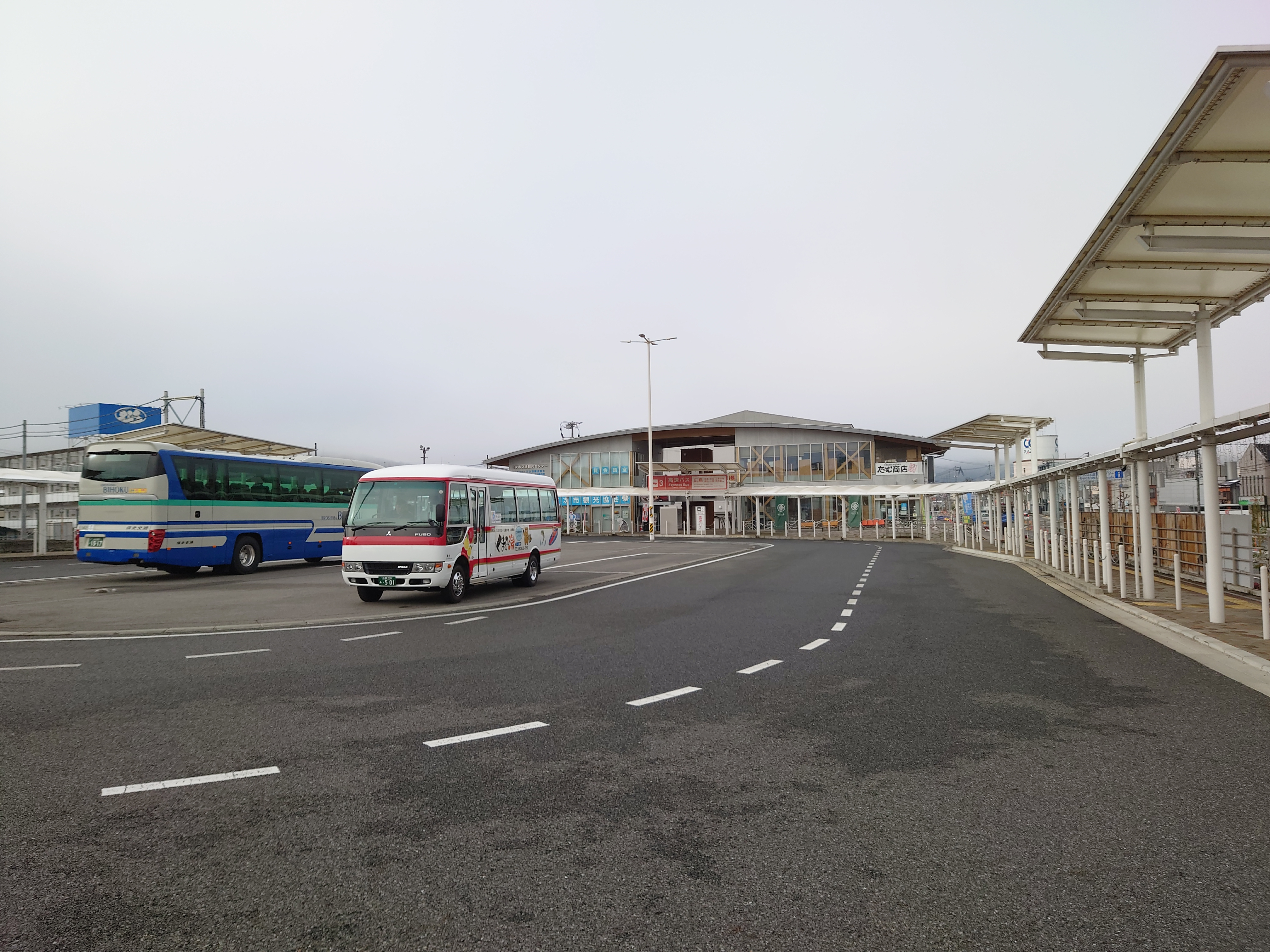
三次市交通観光センター(奥)および三次駅前バスロータリー(手前)（2022年1月）

- 備北交通・君田交通・中国バスの路線バスは、PASPYが利用できてた。お太助バスはPASPYが利用できなかった。
- 備北交通と君田交通はMOBIRY DAYSが使用できるがICOCAは利用不可(高速広島線のみ交通系IC利用可能)。中国バスはICOCAを利用できるがMOBIRY DAYSは利用不可。
- 中国バスの大阪便・福山便、阪急観光バスの大阪便は、現在運行休止中
- 上記以外の高速バスは、みこと号（出雲線普通便）・グランドアロー号（松江線普通便）が三次IC（1番乗り場から備北交通畠敷線（三次工業団地行）を利用）に発着する。

## その他
- 三江線の各駅には三江線活性化協議会によって石見神楽の演目名にちなんだ愛称が付けられており、当駅の愛称は「土蜘蛛」であった[25]。
- 内田康夫の推理小説『後鳥羽伝説殺人事件』の舞台となり、ドラマ化の際には撮影地として使用された。
- 宇河弘樹の漫画『朝霧の巫女』に登場している

## 隣の駅
西日本旅客鉄道（JR西日本）
 芸備線
■快速「みよしライナー」
三次駅 - 甲立駅
■普通
八次駅 - 三次駅 - 西三次駅
 福塩線（塩町駅 - 当駅間芸備線）
八次駅 - 三次駅

### かつて存在した路線
西日本旅客鉄道（JR西日本）
 三江線
尾関山駅 - 三次駅